# 奧塞什奇納
50°34′33″N 30°32′26″E / 50.57583°N 30.54056°E
奧塞什奇納（羅馬化：Oseshchyna）是位於烏克蘭北部的村莊，由基輔州维什霍罗德区的維什霍羅德市鎮負責管轄。該村面積1平方公里，海拔高度94米，2001年人口175，人口密度每平方公里175人。